# Cyberflix
 (avril 2017).
Si vous disposez d'ouvrages ou d'articles de référence ou si vous connaissez des sites web de qualité traitant du thème abordé ici, merci de compléter l'article en donnant les références utiles à sa vérifiabilité et en les liant à la section « Notes et références ».
Cyberflix Incorporated est une ancienne compagnie de développement de jeux vidéo basée à Knoxville (Tennessee). Fondée en 1993 par Bill Appleton, elle arrête ses activités en 1998, ferme en novembre 2006.
Le nom original de la compagnie était CyberSoft, mais il fut changé pour marquer la volonté de la firme de faire des "films interactifs" plutôt que des jeux vidéo.
Au départ, la compagnie était composée de Bill Appleton, Scott Scheinbaum, Jamie Wicks et Andrew Nelson. Ils furent ensuite rejoints par l'avocat Erik S. Quist qui devint le directeur commercial de la compagnie. En 1996, elle employait trente personnes. Elle cessa toute activité en 1998. En effet, elle connut divers problèmes, notamment à cause de sa préférence du système Macintosh face à la montée en puissance de Windows, et du départ d'Andrew Nelson qui voulait développer plus de jeux historiques.
Les deux jeux les plus connus de Cyberflix sont Titanic : Une aventure hors du temps et Dust: A Tale of the Wired West. Cyberflix a également développé Skull Cracker (en), Redjack: Revenge of the Brethren, Lunicus (en) et Jump Raven (en).